# Hugin (langskib)
 For alternative betydninger, se Hugin. (Se også artikler, som begynder med Hugin)
Hugin er et rekonstrueret vikingeskib af typen langskib, som ligger i Pegwell Bay i Kent i England. Det var en gave fra Danmark til minde om 1500-året for ankomsten af Hengist og Horsa, der ledede den angelsaksiske invasion i det nærliggende Ebbsfleet. Skibet er en rekonstruktion af Gokstadskibet, som stammer fra omkring 890 og altså er noget senere.
Skibet blev bygget i Danmark og sejlet til England af 53 danskere i 1949. Skibet ankom til Viking Bay i Broadstairs i Kent og derefter flyttet til den nuværende placering. I 2005 blev det repareret.
En kort dokumentarfilm blev produceret i forbindelse med rejsen, kaldet Vikingeskibet Hugin (1949).
Hugins ankomst blev beskrevet i en pressemeddelelse med titlen "Landing of the Vikings" ("Vikingernes ankomst"). Optagelser fra ankomsten blev brugt i tv-serien Doctor Who i afsnittet The Time Meddler, hvor det skulle forestille et vikingetogt i 1100-tallet.
- Hugin
- Langskibet Hugin i 1949
- Hugin i IJmuiden (no) (Holland)

## Yderligere læsning
- J. Røjel (1949) The 1949 Cruise of the Viking Ship "Hugin". Samlerens forlag